# ДЭПРОН
Прибор ДЭПРОН (Дозиметр Электронов, Протонов, Нейтронов) — космический дозиметр, который предназначен для измерения поглощённых доз и спектров линейной передачи энергии от высокоэнергичных электронов, протонов и ядер космического излучения, а также для регистрации потоков тепловых и медленных нейтронов. Прибор установлен на спутнике Михайло Ломоносов и вместе с ним выведен на полярную солнечно-синхронную орбиту, высотой 500 км.
В результате работы прибора получено более 200 дней измерений поглощенной дозы и потоков заряженных частиц на околоземной орбите.